# La Farge (Wisconsin)
La Farge es una villa ubicada en el condado de Vernon, Wisconsin, Estados Unidos. Tiene una población estimada, a mediados de 2021, de 720 habitantes.

## Geografía
La localidad está ubicada en las coordenadas 43°34′42″N 90°38′18″O / 43.57833, -90.63833 (43.578243, -90.638265). Según la Oficina del Censo de los Estados Unidos, La Farge tiene una superficie total de 2.68 km², de la cual 2.61 km² corresponden a tierra firme y 0.07 km² son agua.

## Demografía
Según el censo de 2020, en ese momento había 730 personas residiendo en La Farge. La densidad de población era de 279.69 hab./km². El 94.93% de los habitantes eran blancos, el 0.14% era amerindio, el 0.55% eran asiáticos, el 2.19% eran de otras razas y el 2.19% eran de una mezcla de razas. Del total de la población, el 1.51% eran hispanos o latinos de cualquier raza.